# Bionicle Legends
Bionicle Legends är den tredje bokserien som utspelar sig i Bionicle-världen. Den föregicks av Bionicle Chronicles och Bionicle Adventures. Serien påbörjades 2006, och avslutades 2008. Elva volymer ingår i serien.

## Volymer
1. (2006) Island of Doom
2. (2006) Dark Destiny
3. (2006) Power Play
4. (2006) Legacy of Evil
5. (2006) Inferno
6. (2007) City of the Lost
Toa Inika fortsätter sitt uppdrag på en annan ö.
Den första Toa som använde Kanohi Ignika var Toa Jovan och hans Toa-team.
7. (2007) Prisoners of the Pit
8. (2007) Downfall
9. (2008) Shadows in the Sky
10. (2008) Swamp of Secrets
11. (2008) The Final Battle